# Patrick Njambe
Franck Patrick Njambe (* 24. Oktober 1987) ist ein ehemaliger kamerunischer Fußballspieler. Er wurde sowohl im Mittelfeld als auch in der Abwehr eingesetzt. Zudem war er für die U-23-Nationalmannschaft Kameruns aktiv, mit der er 2007 Afrikameister wurde.

## Karriere
Njambe begann seine Karriere beim kamerunischen Verein Union Douala, der bereits Bundesligaspieler wie Thimothée Atouba oder Joël Epalle hervorgebracht hat. Mit 17 Jahren verließ Njambe 2004 seine Heimat und wechselte in die A-Jugend von Borussia Dortmund. Bereits ein Jahr später wurde er von der zweiten Mannschaft des BVB aufgenommen. Am 29. September 2007 absolvierte Njambe sein erstes Bundesligaspiel. In der Partie gegen den Karlsruher SC wurde er zur Halbzeit für Tinga eingewechselt; am 5. Oktober 2007 stand der Kameruner gegen den VfL Bochum erstmals in der Bundesliga-Startelf.
Aufgrund einer Verletzung im Vorfeld der Olympischen Spiele 2008 war Njambe gezwungen, auf eine Teilnahme zu verzichten. Sein Vertrag bei Borussia Dortmund endete am 30. Juni 2010. Nach Aussagen seines Trainers Theo Schneider plant er, in seinem Heimatland Kamerun eine Fußballschule zu eröffnen. Zur Saison 2010/11 wechselte Njambe in die 6. Liga zum KFC Uerdingen 05 und unterschrieb einen Vertrag über zwei Jahre. 2012/13 spielte er für ein Jahr in der Oberliga Westfalen für Westfalia Rhynern, bevor er sich im Sommer 2013 dem Regionalligisten SC Wiedenbrück anschloss.
Im Sommer 2014 verließ er Wiedenbrück und war von nun an eine komplette Saison vereinslos, ehe er sich dem Amateurverein BSV Schüren in Dortmund anschloss. Später spielte er noch beim SSV Hagen und beendete nach der Saison 2017/18 seine Karriere.